# Kim Hunter
Kim Hunter (născută Janet Cole; n. 12 noiembrie 1922, Detroit, Michigan, SUA – d. 11 septembrie 2002, New York City, New York, SUA) a fost o actriță americană de teatru, film și televiziune. Aceasta a devenit cunoscută pentru interpretarea personajului Stella Kowalski⁠(d) atât în piesa de teatru Un tramvai numit dorință, cât și în ecranizarea sa din 1951. Pentru rolul din urmă, Hunter a câștigat un Premiu Oscar și un Glob de Aur la categoria „cea mai bună actriță în rol secundar”.
Câteva decenii mai târziu, a fost nominalizată la Premiile Daytime Emmy⁠(d) pentru rolul lui Nola Madison⁠(d) din serialul The Edge of Night⁠(d). De asemenea, a fost cimpanzeul Zira în Planeta maimuțelor (1968), Secretul planetei maimuțelor (1970) și Evadarea din planeta maimuțelor (1971).

## Biografie
Hunter s-a născut în Detroit, Michigan, fiica lui Grace Lind, pianistă, și a lui Donald Cole, inginer. Aceasta era de origine engleză și galeză. Hunter a urmat Liceul din Miami Beach⁠(d).

## Cariera
Primul său rol de film a fost în The Seventh Victim⁠(d) (1943), iar primul rol principal în filmul britanic A Matter of Life and Death⁠(d) din 1946. Un an mai târziu, a interpretat-o pe Stella Kowalski pe Broadway în piesa de teatru Un tramvai numit dorință. A reluat rolul în ecranizarea din 1951, fiind colegă de platou cu Vivien Leigh și Marlon Brando, și a fost răsplătit atât cu Premiul Oscar, cât și cu Globul de Aur la categoria „cea mai bună actriță în rol secundar”. În 1948, aceasta a devenit membră a organizației Actors Studio⁠(d).
În 1952, Hunter a obținut rolul principal în lungmetrajul Ediție specială.
A fost inclusă pe lista neagră de la Hollywood în anii 1950, fiind suspectă de convingeri politice comuniste, în perioada de apogeu a Comisiei Camerei Reprezentanților pentru Activități Neamericane⁠(d) (HUAC).
Odată ce influența HUAC a intrat în declin, a apărut în episoadele „Requiem for a Heavyweight⁠(d)”(1956) și „The Comedian⁠(d)” (1957) ale serialului Playhouse 90⁠(d). În 1959, a apărut în episodul  „Incident of the Misplaced Indians” a serialului western Rawhide⁠(d). Pe 4 februarie 1968, a apărut în rolul Adei Halle în episodul „The Price of Salt” al serialului Bonanza.
Un alt rol important din cariera sa a fost în seria de filme Planeta maimuțelor; aceasta a interpretat-o pe cimpanzeul Zira în primele trei filme ale francizei - Planeta maimuțelor (1968), Sub planeta maimuțelor (1970) și Evadarea de pe planeta maimuțelor (1971). De asemenea, a apărut în câteva seriale de televiziune și emisiuni de radio, find nominalizată la Premiile Daytime Emmy⁠(d) pentru rolul din The Edge of Night⁠(d) în 1980. În 1979, a fost Prima Doamnă Ellen Axson Wilson în serialul dramatic Backstairs at the White House⁠(d).
A apărut în filmul controversat Born Innocent⁠(d) (1974) și a jucat în mai multe episoade ale teatrului radiofonic CBS Radio Mystery Theater⁠(d) la mijlocul anilor 1970. Un an mai târziu, a apărut în Cannon⁠(d) și în episodul „Suitable for Framing” al serialului Columbo. Au urmat alte roluri în Ironside⁠(d) (1974), The Oregon Trail⁠(d) (1977)
Ultimul său rol important a fost în Midnight in the Garden of Good and Evil⁠(d) (1997).

## Viața personală
Hunter a fost căsătorită de două ori. S-a căsătorit cu William Baldwin, un pilot al Marinei Statelor Unite, în 1944. Cei doi au avut o fiică: Kathryn Deirdre (n. 1944). Cuplul a divorțat doi ani mai târziu. S-a căsătorit cu Robert Emmett în 1951 și au avut împreună un fiu: Sean Robert (n.1954). Emmett a murit în 2000.
Hunter a fost un democrat progresist⁠(d) întreaga viață. A murit pe 11 septembrie 2002 la vârsta de 79 de ani din cauza unui atac de cord. Cenușa sa i-a fost înmânată fiicei sale după incinerare.
A primit două stele pe Hollywood Walk of Fame, una pentru filme la 1615 Vine Street⁠(d) și alta pentru televiziune la 1715 Vine Street.

## Filmografie

### Film
| An   | Titlu                                   | Rol                     | Note |
| ---- | --------------------------------------- | ----------------------- | --- |
| 1943 | The Seventh Victim                      | Mary Gibson             | |
| 1943 | Tender Comrade                          | Doris Dumbrowski        | |
| 1943 | Reconnaissance Pilot                    | Catherine Cummings      | Nemenționată/ Documentar |
| 1944 | A Canterbury Tale                       | Johnson's Girl          | Scenele din versiunea americană au fost filmate în 1946.                                                                    |
| 1944 | When Strangers Marry                    | Mildred "Millie" Baxter | Relansat sub numele Betrayed                                                                                                |
| 1945 | You Came Along                          | Frances Hotchkiss       | |
| 1946 | A Matter of Life and Death              | June                    | |
| 1951 | A Streetcar Named Desire                | Stella Kowalski         | Premiul Oscar pentru cea mai bună actriță în rol secundar Premiul Globul de Aur pentru cea mai bună actriță în rol secundar |
| 1952 | Deadline – U.S.A.                       | Nora Hutcheson          | |
| 1952 | Anything Can Happen                     | Helen Watson            | |
| 1956 | Bermuda Affair                          | Fran West               | |
| 1956 | Storm Center                            | Martha Lockridge        | |
| 1957 | The Young Stranger                      | Helen Ditmar            | |
| 1958 | Money, Women and Guns                   | Mary Johnston Kingman   | |
| 1964 | Lilith                                  | Dr. Bea Brice           | |
| 1968 | Planet of the Apes                      | Dr. Zira                | |
| 1968 | The Swimmer                             | Betty Graham            | |
| 1970 | Beneath the Planet of the Apes          | Dr. Zira                | |
| 1971 | Escape from the Planet of the Apes      | Dr. Zira                | |
| 1971 | Jennifer on My Mind                     | Jennifer's Mother       | Scene eliminate |
| 1976 | Dark August                             | Adrianna Putnam         | |
| 1987 | The Kindred                             | Amanda Hollins          | |
| 1990 | Due occhi diabolici                     | Mrs. Pym                | Segmentul: "The Black Cat"                                                                                                  |
| 1993 | The Black Cat                           | Mrs. Pym                | Segmentul „Due occhi diabolici”                                                                                             |
| 1997 | Midnight in the Garden of Good and Evil | Betty Harty             | |
| 1998 | A Price Above Rubies                    | Rebbitzn                | |
| 1999 | Abilene                                 | Emmeline Brown          | |
| 1999 | Out of the Cold                         | Elsa Lindepu            | |
| 2000 | The Hiding Place                        | Muriel                  | |
| 2000 | Here's to Life!                         | Nelly Ormond            | |

### Televiziune
| An        | Titlu                                             | Rol | Note                                                                                               |
| --------- | ------------------------------------------------- | --- | -------------------------------------------------------------------------------------------------- |
| 1948–1950 | Actors Studio                                     | | 4 episoade                                                                                         |
| 1949      | The Philco Television Playhouse                   | | 2 episoade                                                                                         |
| 1949      | The Silver Theatre                                | | Episodul: "Rhapsody in Discord"                                                                    |
| 1949      | Suspense                                          | Emily | Episodul: "Man in the House"                                                                       |
| 1949      | The Ford Theatre Hour                             | Meg March | Episodul: "Little Women"                                                                           |
| 1952      | Robert Montgomery Presents                        | | Episodul: "Rise Up and Walk"                                                                       |
| 1952      | Celanese Theatre                                  | Gaby Maple                                                                                                   | Episodul: "The Petrified Forest"                                                                   |
| 1953      | Gulf Playhouse                                    | | Episodul: "A Gift from Cotton Mather"                                                              |
| 1954      | Janet Dean, Registered Nurse                      | Sylvia Peters                                                                                                | Episodul: "The Putnam Case"                                                                        |
| 1955      | Omnibus                                           | Joan of Arc                                                                                                  | Segmentul: "The Trial of St. Joan"                                                                 |
| 1955      | Justice                                           | | Episodul: "The Blues Kill Me"                                                                      |
| 1955      | Appointment with Adventure                        | | Episodul: "Race the Comet"                                                                         |
| 1955      | Star Tonight                                      | | Episodul: "Cross-Words"                                                                            |
| 1955      | Screen Directors Playhouse                        | Elizabeth | Episodul: "A Midsummer Daydream"                                                                   |
| 1955      | Lux Video Theatre                                 | Lina | Episodul: "Suspicion"                                                                              |
| 1955–1958 | Climax!                                           | Ann Brewster / Lynn Griffith / Barbara Williams                                                              | 3 episoade                                                                                         |
| 1956      | Studio 57                                         | Molly | Episodul: "Perfect Likeness"                                                                       |
| 1956      | The Joseph Cotten Show                            | Anita Wells                                                                                                  | Episodul: "The Person and Property of Margery Hay"                                                 |
| 1956–1960 | General Electric Theater                          | Edie Gauman / Hilda / Mary Murphy                                                                            | 3 episoade                                                                                         |
| 1956–1960 | Playhouse 90                                      | Helen Bragg / Maria / Mrs. Anderson / Shirl Cato / Joyce McClure / Anna Rojas / Julie Hogarth / Grace Carney | 8 episoade                                                                                         |
| 1956–1962 | The United States Steel Hour                      | Vivan | 2 episoade                                                                                         |
| 1957      | The Kaiser Aluminum Hour                          | Louise Marden                                                                                                | Episodul: "Whereabouts Unknown"                                                                    |
| 1958      | Studio One                                        | Maggie Church                                                                                                | Episodul: "Ticket to Tahiti"                                                                       |
| 1958      | Lamp Unto My Feet                                 | | Episodul: "Antigone"                                                                               |
| 1958      | Alcoa Theatre                                     | Stephanie Heldman                                                                                            | Episodul: "The Dark File"                                                                          |
| 1958      | Rendezvous                                        | Amanda 'Mandy' Sullivan Skowran                                                                              | Episodul: "In an Early Winter"                                                                     |
| 1959      | Rawhide                                           | Amelia Spaulding                                                                                             | Episodul: "Incident of the Misplaced Indians"                                                      |
| 1959      | The Lineup                                        | Sister Angela                                                                                                | Episodul: "The Strange Return of Army Armitage"                                                    |
| 1959      | Adventures in Paradise                            | Vanessa Sutton Charles                                                                                       | Episodul: "Haunted"                                                                                |
| 1960      | The Closing Door                                  | | Film de televiziune                                                                                |
| 1960      | NBC Sunday Showcase                               | | Episodul: "The Secret of Freedom"                                                                  |
| 1960      | World Wide '60                                    | Jill | Episodul: "The Secret of Freedom"                                                                  |
| 1960      | Special for Women: The Cold Woman                 | The Cold Woman                                                                                               | Film de televiziune                                                                                |
| 1960–1961 | The Play of the Week                              | | 2 episoade                                                                                         |
| 1961      | Give Us Barabbas!                                 | Mara | Film de televiziune                                                                                |
| 1962      | Naked City                                        | Edna Daggett                                                                                                 | Episodul: "The Face of the Enemy"                                                                  |
| 1962      | The Dick Powell Show                              | Ruth Jacobs                                                                                                  | Episodul: "Tomorrow, the Man"                                                                      |
| 1962      | The Eleventh Hour                                 | Virginia Hunter                                                                                              | Episodul: "Of Roses and Nightingales and Other Lovely Things"                                      |
| 1963      | Jackie Gleason: American Scene Magazine           | Guest / Sketches                                                                                             | Episodul: #1.15                                                                                    |
| 1963      | The Nurses                                        | Lora Stanton                                                                                                 | Episodul: "They Are as Lions"                                                                      |
| 1963      | Chronicle                                         | | Episodul: "The French, They Are So French"                                                         |
| 1963      | Breaking Point                                    | Anita Anson                                                                                                  | Episodul: "Crack in an Image"                                                                      |
| 1963      | Arrest and Trial                                  | Geraldine Weston Saunders                                                                                    | Episodul: "Some Weeks Are All Mondays"                                                             |
| 1964      | The Alfred Hitchcock Hour                         | Adelaide Winters                                                                                             | Episodul: "The Evil of Adelaide Winters"                                                           |
| 1965      | The Defenders                                     | Eileen Rolf                                                                                                  | Episodul: "The Unwritten Law"                                                                      |
| 1965      | Dr. Kildare                                       | Emily Field                                                                                                  | 2 episoade                                                                                         |
| 1966      | Confidential for Women                            | | Episodul: "Love After Marriage"                                                                    |
| 1966      | Lamp At Midnight                                  | Maria Celeste                                                                                                | Film de televiziune                                                                                |
| 1966      | Hawk                                              | Mrs. Gilworth                                                                                                | Episodul: "Wall of Silence"                                                                        |
| 1967–1970 | Mannix                                            | Angela Warren / Louise Dubrio                                                                                | 2 episoade                                                                                         |
| 1968      | Bonanza                                           | Ada Halle | Episodul: "The Price of Salt"                                                                      |
| 1968      | The Young Loner                                   | Freda Williams                                                                                               | Film de televiziune                                                                                |
| 1968      | Walt Disney's Wonderful World of Color            | Freda Williams                                                                                               | 2 episoade                                                                                         |
| 1968      | The Jackie Gleason Show                           | Miss Patterson                                                                                               | Episodul: "The Honeymooners: The Boy Next Door"                                                    |
| 1968      | CBS Playhouse                                     | Gerrie Mason                                                                                                 | Episodul: "The People Next Door"                                                                   |
| 1969      | NET Playhouse                                     | Clytemnestra                                                                                                 | Episodul: "The Prodigal"                                                                           |
| 1970      | Dial Hot Line                                     | Mrs. Edith Carruthers                                                                                        | Film de televiziune                                                                                |
| 1970      | The Teaching                                      | Nan Golden                                                                                                   | Film de televiziune                                                                                |
| 1970      | The Young Lawyers                                 | Miriam Hewitt                                                                                                | Episodul: "The Alienation Kick"                                                                    |
| 1970      | Bracken's World                                   | Amy Dobie | Episodul: "A Team of One-Legged Acrobats"                                                          |
| 1971      | The Bold Ones: The New Doctors                    | Elaine Miller                                                                                                | Episodul: "A Matter of Priorities"                                                                 |
| 1971      | In Search of America                              | Cora Chandler                                                                                                | Film de televiziune                                                                                |
| 1971      | Gunsmoke                                          | Bea Colter                                                                                                   | Episodul: "The Legend"                                                                             |
| 1971      | Cannon                                            | Liz Somers                                                                                                   | Episodul: "Girl in the Electric Coffin"                                                            |
| 1971      | Columbo                                           | Edna Matthews                                                                                                | Episodul: "Suitable for Framing"                                                                   |
| 1971–1974 | Medical Center                                    | Marion / Carla Yarman                                                                                        | 2 episoade                                                                                         |
| 1972      | Night Gallery                                     | Cora Peddington                                                                                              | Segmentul: "The Late Mr. Peddington"                                                               |
| 1972      | Owen Marshall, Counselor at Law                   | Faye Danner                                                                                                  | Episodul: "Lines from an Angry Book"                                                               |
| 1972      | Young Dr. Kildare                                 | | Episodul: "The Thing with Feathers"                                                                |
| 1973      | Mission: Impossible                               | Hannah O'Connel                                                                                              | Episodul: "Incarnate"                                                                              |
| 1973      | Love, American Style                              | Ruth | Segmentul: "Love and the Happy Family"                                                             |
| 1973      | The Magician                                      | Nora Coogan                                                                                                  | Episodul: "Pilot"                                                                                  |
| 1973      | Marcus Welby, M.D.                                | Vera Pulaski                                                                                                 | Episodul: "For Services Rendered"                                                                  |
| 1973      | Griff                                             | Dr. Martha Reed                                                                                              | Episodul: "The Last Ballad"                                                                        |
| 1973      | Police Story                                      | Rose Koster                                                                                                  | Episodul: "Man on a Rack"                                                                          |
| 1973      | Hec Ramsey                                        | Annie Kirby                                                                                                  | Episodul: "The Detroit Connection"                                                                 |
| 1973–1974 | The Evil Touch                                    | Emily Webber / Jill                                                                                          | 2 episoade                                                                                         |
| 1974      | Ironside                                          | Athena Champion / Joanna Portman                                                                             | 2 episoade                                                                                         |
| 1974      | Unwed Father                                      | Judy Simmons                                                                                                 | Film de televiziune                                                                                |
| 1974      | Born Innocent                                     | Mrs. Parker                                                                                                  | Film de televiziune                                                                                |
| 1974      | Bad Ronald                                        | Elaine Wilby                                                                                                 | Film de televiziune                                                                                |
| 1975      | Insight                                           | Ann Hinds | Episodul: "The Last of the Great Male Chauvinists"                                                 |
| 1975      | Lucas Tanner                                      | Bess Reiter                                                                                                  | Episodul: "Collision"                                                                              |
| 1975      | Ellery Queen                                      | Marion McKell                                                                                                | Episodul: "Too Many Suspects"                                                                      |
| 1975      | The Wide World of Mystery                         | | Episodul: "The Impersonation Murder Case"                                                          |
| 1976      | The Dark Side of Innocence                        | Kathleen Hancock                                                                                             | Film de televiziune                                                                                |
| 1976      | Baretta                                           | Crazy Annie                                                                                                  | Episodul: "Crazy Annie"                                                                            |
| 1976      | Once an Eagle                                     | Kitty Damon                                                                                                  | Miniserie de televiziune                                                                           |
| 1977      | The Oregon Trail                                  | Liz Webster                                                                                                  | Episodul: "The Waterhole"                                                                          |
| 1977      | Hunter                                            | Mrs. Lovejoy                                                                                                 | Episodul: "The Lovejoy File"                                                                       |
| 1978      | Project U.F.O.                                    | Samantha | Episodul: "Sighting 4017: The Devilish Davidson Lights Incident"                                   |
| 1978      | Stubby Pringle's Christmas                        | Mrs. Harper                                                                                                  | Film de televiziune                                                                                |
| 1979      | Backstairs at the White House                     | Mrs. Ellen Wilson                                                                                            | Miniserie de televiziune                                                                           |
| 1979      | The Rockford Files                                | Mrs. Brockleman / Mrs. Brockelman                                                                            | 2 episoade                                                                                         |
| 1979      | The Golden Gate Murders                           | Sister Superior                                                                                              | Film de televiziune                                                                                |
| 1979–1980 | The Edge of Night                                 | Nola Madison                                                                                                 | 113 episoade Nominalizată—Daytime Emmy Award for Outstanding Lead Actress in a Drama Series (1980) |
| 1980      | F.D.R.: The Last Year                             | Lucy Rutherford                                                                                              | Film de televiziune                                                                                |
| 1981      | Skokie                                            | Bertha Feldman                                                                                               | Film de televiziune                                                                                |
| 1984      | Scene of the Crime                                | Helen Hollander                                                                                              | Episodul: "Pilot"                                                                                  |
| 1985      | Private Sessions                                  | Rosemary O'Reilly                                                                                            | Film de televiziune                                                                                |
| 1985      | American Playhouse                                | Mary Easty                                                                                                   | Episodul: "Three Sovereigns for Sarah: Part I"                                                     |
| 1988      | Drop-Out Mother                                   | Leona | Film de televiziune                                                                                |
| 1989      | Cross of Fire                                     | Mrs. Oberholtzer                                                                                             | Film de televiziune                                                                                |
| 1990      | Murder, She Wrote                                 | Beatrice Vitello                                                                                             | Episodul: "Trials and Tribulations"                                                                |
| 1993      | All My Children                                   | Faye Perth                                                                                                   | |
| 1993      | Bloodlines: Murder in the Family                  | Vera Woodman                                                                                                 | Film de televiziune                                                                                |
| 1993      | Triumph Over Disaster: The Hurricane Andrew Story | Elsa Rael | Film de televiziune                                                                                |
| 1994      | Mad About You                                     | Millie Barton                                                                                                | Episodul: "Love Letters"                                                                           |
| 1994      | L.A. Law                                          | Natalie Schoen                                                                                               | Episodul: "Finish Line"                                                                            |
| 1997      | As the World Turns                                | Nurse / Mrs. Tompkins                                                                                        | 3 episoade                                                                                         |
| 1999      | Blue Moon                                         | Sheila Keating                                                                                               | Film de televiziune                                                                                |
| 2001      | The Education of Max Bickford                     | Adelle Aldrich                                                                                               | Episodul: "Who Is Breckenridge Long?"                                                              |